# Myscelia
Genre
Myscelia est un genre de papillons de la famille des Nymphalidae et de la sous famille des Biblidinae qui résident en Amérique, Amérique Centrale et Amérique du Sud.

## Dénomination
Le genre a été décrit par Edward Doubleday en 1844.

## Liste des espèces
- Myscelia aracynthia (Dalman, 1823); présent en République dominicaine.
- Myscelia capenas (Hewitson, 1857); présent au Brésil, en Colombie et au Pérou
- Myscelia cyananthe C. & R. Felder, [1867]; présent au Mexique.
- Myscelia cyaniris Doubleday, [1848]; présent au Mexique, au Honduras, à Panama, au Costa Rica, au Venezuela, en Équateur et au Pérou.
- Myscelia ethusa (Doyère, [1840]); présent au Mexique, au Guatemala et au Costa Rica.
- Myscelia hypatia Strecker, 1900; présent au Brésil.
- Myscelia leucocyana C. & R. Felder, 1861; présent au Nicaragua, au Costa Rica et au Venezuela.
- Myscelia milloi Oberthür, 1916; présent en Guyane.
- Myscelia orsis (Drury, [1782]); présent au Brésil[1].